# Abbaye de Lichtenthal
L'abbaye de Lichtenthal (en allemand Kloster Lichtenthal, en latin Abbatia B.M.V. Lucidæ Vallis) est une abbaye moniale cistercienne à Baden-Baden. L'abbaye est créée au XIIIe siècle à l'initiative de la margrave d'alors, Ermengarde de Bade. Elle est la seule abbaye cistercienne féminine à exister sans discontinuer en Allemagne, avec celles de Marienthal et de Marienstern (de).

## Architecture et description

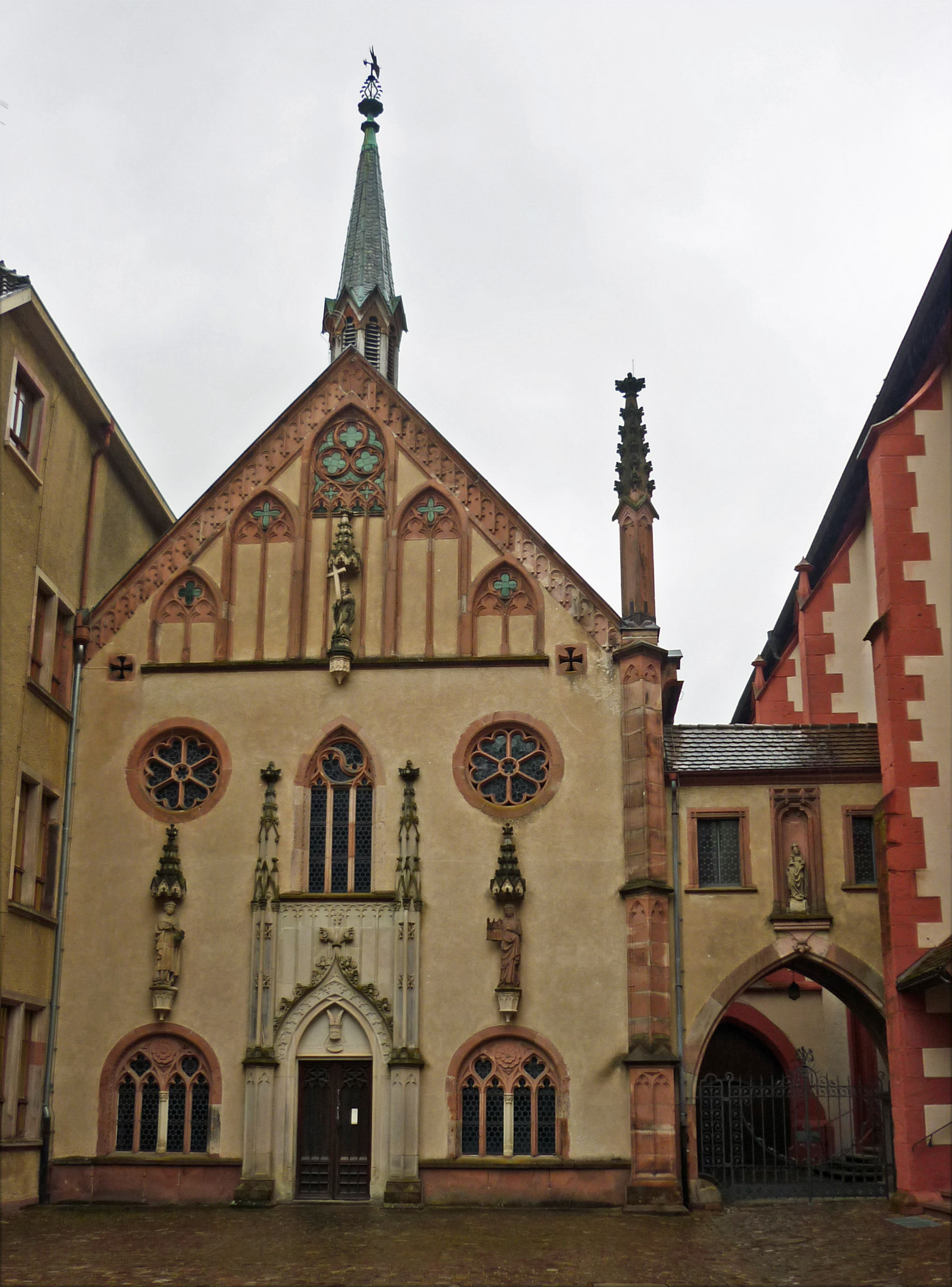
La chapelle des princes.

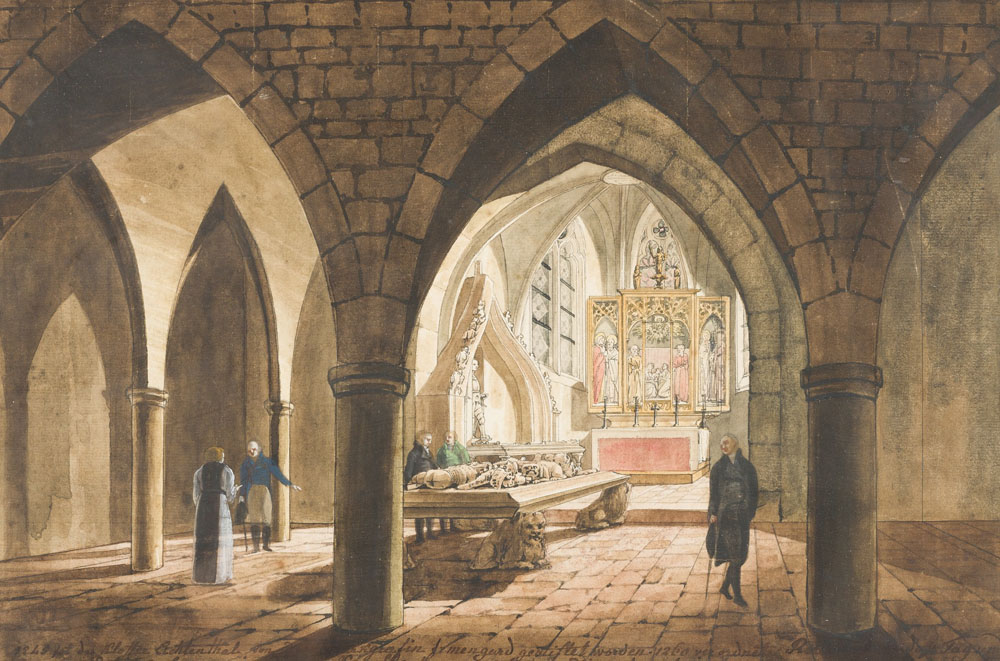
Intérieur de la chapelle des princes. Aquarelle de Johann Stanislaus Schaffroth (1821).

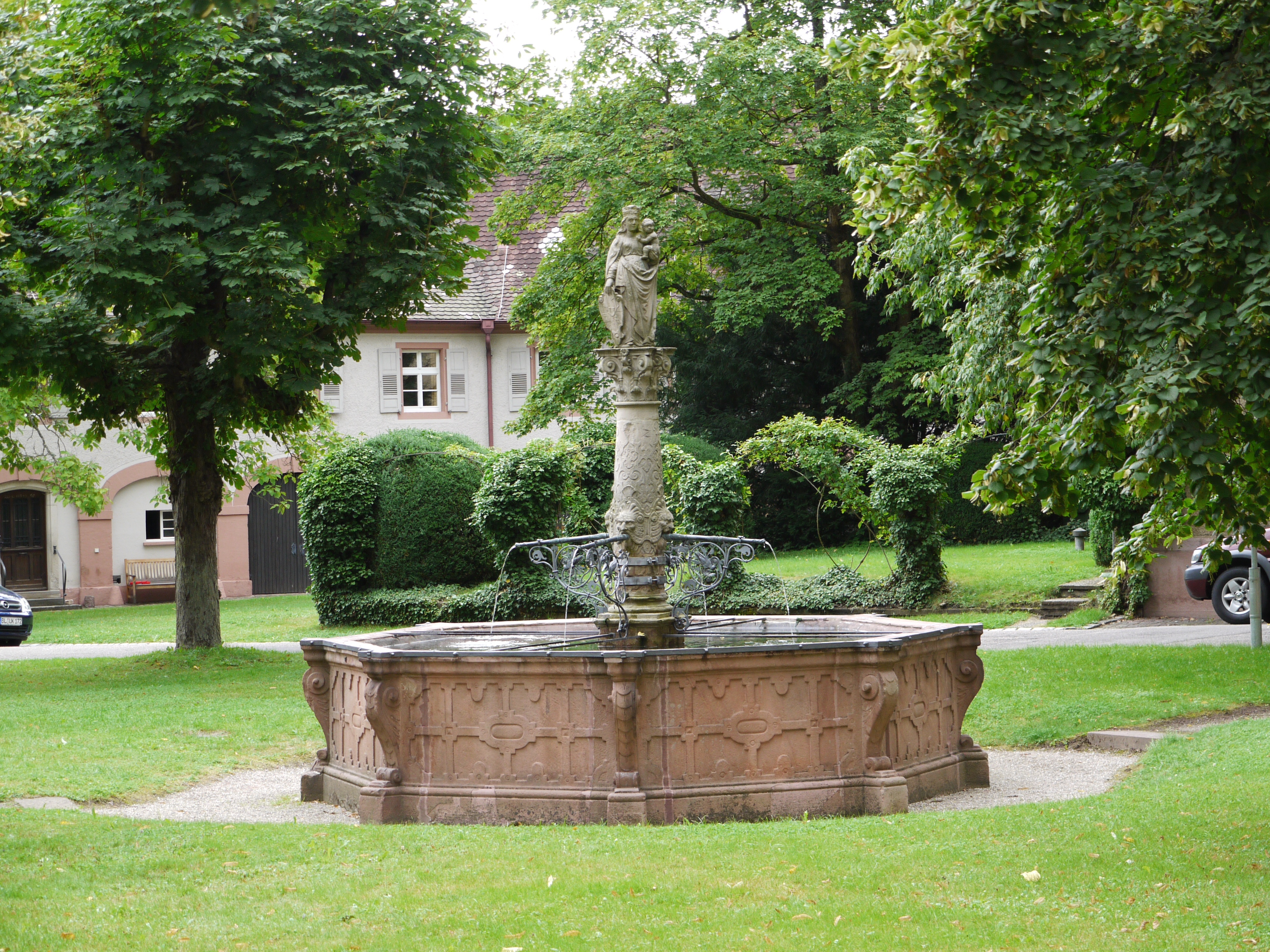
Puits et bassin dans la cour.

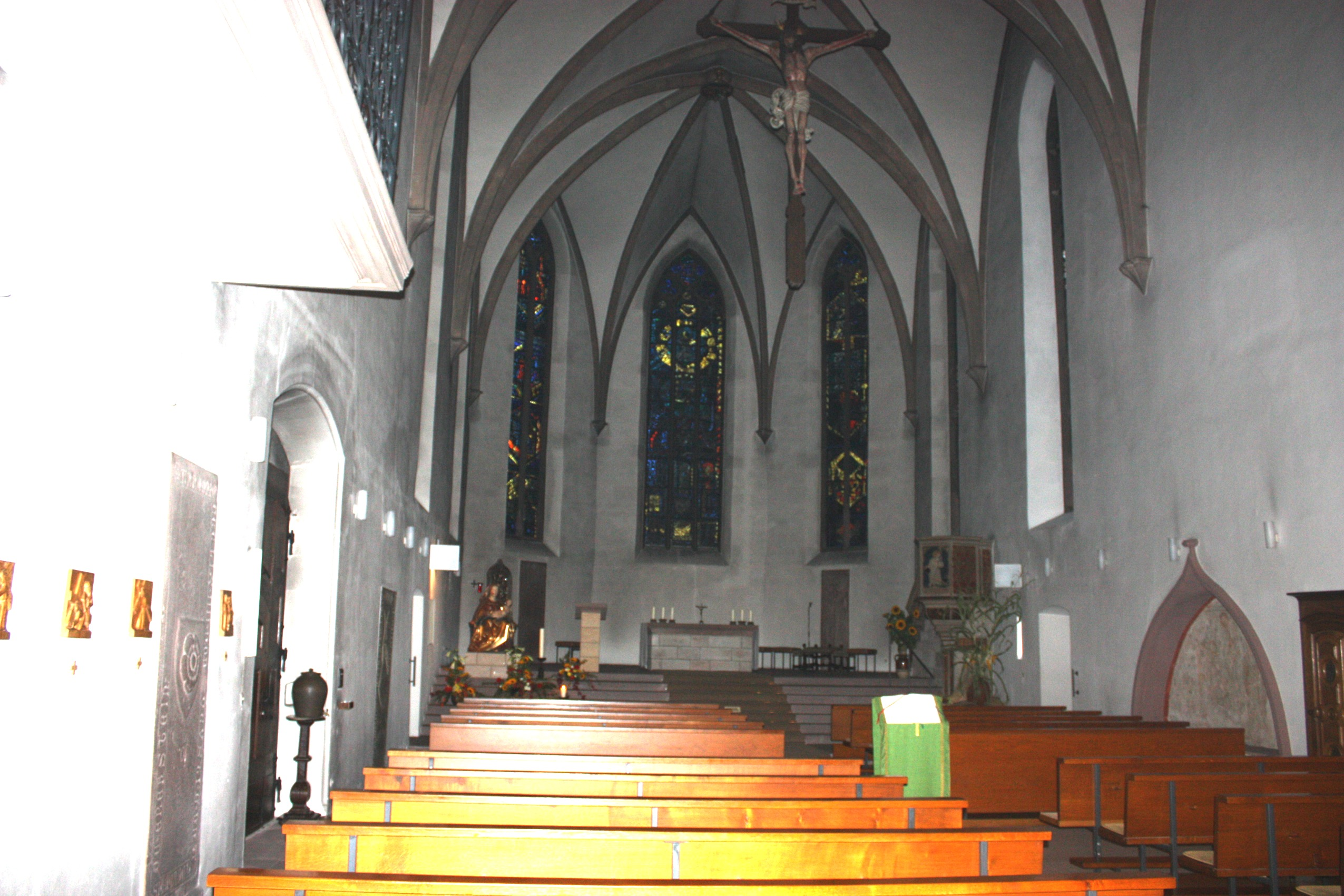
Intérieur de l'église.

Le monastère est situé à la fin de la Lichtentaler Allee (de), une promenade connue à Baden-Baden.
L'entrée est par un portail datant de 1781. Les constructions, organisées en un vaste triangle, comprennent les bâtiments conventuels et administratifs et une école, ainsi que l'église abbatiale, une chapelle appelée la chapelle des princes, une chapelle d'ermite et un puits appelé le puits de Marie .
L'église abbatiale est gothique. Le chœur date du XIVe et la nef du XVe siècle. Elle contient notamment un crucifix, une chaire sculptée en pierre, une Vierge à l’enfant, un tableau avec une crucifixion, des vitraux dans le chœur et des stalles en bois sculpté. C'est vers la fin du XVe siècle, à l'initiative de l'abbesse Margaretha von Baden (de), que les œuvres d'art gothique tardif ont été installées dans l'église.
La chapelle des princes a été construite en 1288 et a été utilisée jusqu'en 1372 comme lieu de sépulture du Margraviat de Bade. Elle abrite aussi la sépulture de la fondatrice, la margrave Ermengarde. En plus des monuments funéraires, du maître-autel et de plusieurs autels latéraux, la chapelle abrite la Madone à la clé (en allemand « Schlüsselmadonna »). Il s'agit d'une statue représentant une Vierge à l’enfant. Elle est nommée ainsi parce qu'on lui confie les clés du monastère en période de danger. Jusqu'alors, le monastère a survécu à toute attaque sans dégât. Les trois statues visibles au-dessus du portail de la chapelle des princes provienne de l'abbaye d'Allerheiligen; elles représentent au centre sainte Hélène, à gauche Gerungus, le premier abbé d'Allerheiligen, et à droite Uta de Schauenbourg, la fondatrice de l’abbaye d'Allerheiligen et aussi une parente de la margrave Ermengarde.
La chapelle d'ermite construite en 1678 sert aux nonnes comme chapelle de cimetière.
Un important ensemble de manuscrits, en provenance de l'abbaye, se trouvent en partie au monastère, et en partie dans la Badische Landesbibliothek. Il s'agit de livres liturgiques, de chants et de prières, du XIIIe au XVe siècle, en provenance de Neuburg, Maulbronn et Herrenalb, et du scriptorium de sœur Regula (de) des codex alémaniques du XVe siècle pour le renouveau de la spiritualité et des livres de prières de mains diverses « mains ». Au XVIe siècle, l'ouvrage de Gertrude de Helfta Le héraut de l'amour divin est traduit du latin en alémanique par l’abbesse Veus.

## Historique
Ermengarde décide de faire ériger le monastère à la mort de son mari. Elle-même se retire avec ses deux fils au château de Hohenbaden dont elle fait sa résidence de veuve. Après avoir remis le pouvoir à ses fils, elle se retire dans le monastère qu’elle a créé.
La margrave apporte à l'ordre cistercien une communauté de femmes existante depuis 1243 et invite des moniales cisterciennes de l'abbaye Wald à les rejoindre pour la compléter. La nonne cistercienne Trudinde de Wald, élue abbesse en 1247, sollicite l'incorporation de Lichtenthal auprès du chapitre général de Cîteaux, soutenue en cela par la margrave et ses deux fils Hermann et Rodolphe. Après une inspection, l'ordre transmet la paternité en 1248 à l'abbaye de Neuburg en Alsace. L'abbé assiste l'évêque de Strasbourg Heinrich von Stahleck le 3 novembre 1248 lors de la consécration de l'église à l’assomption de Marie.
L'abbaye bénéficie dès le départ des donations faites par Hermann et Rodolphe à leur mère et qu'elle transfère à l'abbaye. La noblesse et la bourgeoisie aisée qui envoie ses filles dans le monastère le dote de divers dons ce qui lui permet d'accumuler des possessions considérables. Le domaine était conçu alors pour environ 40 personnes, la vie était strictement réglementée.
Comme de nombreux monastères, l'abbaye traverse une crise durant le XVe siècle, peut-être accentuée par le fait que la population s'était accrue à 80 personnes. L'ordre réalise alors une réforme générale, appliquée à Lichtensthal depuis 1426. Toute propriété privée est supprimée, le monastère devait à nouveau vivre de ses propres revenus. Les règles d'isolement et de prières devaient à nouveau être respectées. Des nonnes de l'abbaye déjà réformée de Königsbrück en Alsace étaient envoyées à Lichtenthal pour faire appliquer ces règles. Parmi ces nonnes sont choisies les premières abbesses bourgeoises.
La paternité de l’abbaye, initialement confiée à l'abbaye de Neuburg, change en fonction des modifications de frontières et des politiques : l'abbé de Neuburg, visiteur initial, devenu français, est remplacé par ceux de Maulbronn et de Herrenalb, puis par l’abbé de Tennenbach qui, après une période intermédiaire, conserve cette paternité jusqu'à la dissolution de ce monastère en 1803.
Inversement, l'abbaye de Lichtenthal envoie des groupes de nonnes repeupler ou étoffer des monastères comme celui de Friedenweiler ou de Neudingen, ainsi que l'abbaye de Wonnental et l'abbaye d'Olsberg près d'Augst.
L'abbaye a la chance d'échapper à la destruction durant un certain nombre d'époques guerrières, notamment durant la guerre de Trente Ans. Durant la guerre de la Succession palatine (1688-1697) de grandes parties de Baden-Baden et de Heidelberg sont mises à feu le 24 août 1689 par des troupes de Louis XIV, mais le monastère n’est pas touché. Les nonnes plus jeunes ont dû être évacuées vers des monastères plus éloignés des troupes, en Suisse ou en Souabe.
Des « maraudeurs » français attaquent l’abbaye en août 1734 durant la guerre de Succession de Pologne, mais sont repoussés. Les troupes françaises occupent la région en 1796, mais ne détruisent pas le monastère.
Lors de la sécularisation en 1803, l’abbaye revient au margrave de Bade, avec l’abbaye d’Allerheiligen. Le margrave tient à conserver en l'état la chapelle, lieu de sépulture des membres de la famille. Il permet à l'abbaye de continuer d'exister, mais confisque ses terres et ses biens, en échange d'une subvention. En 1811, comme toutes les abbayes cisterciennes masculines sont dissoutes, le monastère est séparé de l'ordre et subordonné au droit épiscopal. L'école du monastère est ouverte en 1815, transformé en 1877 en école d'État pour filles et en 1980 en une école coéducative.

## Activités
Comme dans tout monastère, les nonnes accomplissent les prières des heures canoniales selon les préceptes de l’ordre. De plus, elles se consacrent à l’éducation, dans l'école primaire du quartier de Lichtental qui se trouve dans le monastère. Enfin, elle pratiquent un artisanat d'art religieux. L'abbesse actuelle (en 2015) est mère Maria Bernadette Hein. Elle est la 46e abbesse, et a succédé à Adelgundis Selle en 2001.

## Liste des abbesses
- 1247–1249: Trudlindis von Liebenstein
- 1249–1252: Mechtildis von Liebenstein
- 1252–1257: Adelheidis von Crurein (Krautheim ou Zurhein)
- 1257–1258: Mechtildis von Wildenstein
- 1258–1263: Meza Gräfin von Lichtenberg
- 1262–1295: Adelheidis von Baden
- 1295–1310: Kunigundis comtesse von Zollern
- 1310–1320: Elisabeth von Lichtenberg
- 1320–1336: Agnes von Lichtenberg
- 1336–1338: Adelheidis von Beuchlingen
- 1338–1361: Agnes Markgräfin von Baden
- 1361–1367: Adelheid von Tübingen
- 1367–1373: Adelheid Gräfin von Herrenberg
- 1373–1386: Hildegard von Finstingen
- 1386–1413: Adelheid comtesse von Lichtenberg
- 1413: Johanna comtesse von Leiningen
- 1413–1423: Interim
- 1423– vers 1443: Adelheid von Helfenstein
- vers 1444–1458: Elisabeth Wiest
- 1458–1476: Anna Strauler
- 1477–1496: Margarethe comtesse von Baden
- 1496–1519: Maria Markgräfin von Baden
- 1519–1544: Rosula Röder von Hohenrodeck
- 1544–1551: Anna von Mörsperg
- 1551–1597: Barbara Vehus
- 1597–1625: Margareta Stülzer
- 1625–1640: Margaretha Göll
- 1640–1642: Rosina Herzog
- 1642–1658: Maria Eva Springauf
- 1658–1686: Margaretha Loys
- 1686–1687: Thekla Schütz
- 1687–1720: Euphrosina Lorenz
- 1720–1726: Agnes Polentarin
- 1727–1738: Maria Euphrosina Wunsch
- 1738–1775: Benedikta Grasmaier
- 1775–1808: Maria Thekla Trück
- 1808–1834: Cäcilia Lauf
- 1834–1857: Maria Amalia (Rosina) Trenkle
- 1858–1875: Sophia Schell
- 1876–1880: Maria Aloysia Schreiber
- 1880–1909: Maria Magdalena Kollefrath
- 1909–1928: Gertrudis Molz
- 1928–1943: Bernarda Geiler
- 1943–?: Adelgundis Lohrmann
- 1974–1988: Dr Maria Lucia Reiss
- 1989–2001: Adelgundis Selle
- depuis 2001: Maria Bernardette Hein

## Articles liés
- Congrégation de Mehrerau.
- Liste d'abbayes cisterciennes.
- Regula von Lichtenthal (de).
- Notices d'autorité :   - VIAF
  - GND
  - Israël
  - Tchéquie